# Frank Cady
Pour les articles homonymes, voir Cady.
Frank Cady est un acteur américain né le 8 septembre 1915 à Susanville, Californie (États-Unis), et mort le 8 juin 2012 à Wilsonville, en Oregon.

## Filmographie
- 1947 : Violence de Jack Bernhard : Thin, Bald Committee Member
- 1947 : Sarge Goes to College de Will Jason (en) : prof. Edwards
- 1948 : The Checkered Coat d'Edward L. Cahn : Skinner
- 1948 : The Vicious Circle (en) de W. Lee Wilder : Court Clerk
- 1948 : Bungalow 13 (en) d'Edward L. Cahn : Gus Barton
- 1948 : Il marchait dans la nuit (He Walked by Night) d'Alfred L. Werker et Anthony Mann : Pete Hammond, Suspect
- 1949 : Prejudice d'Edward L. Cahn
- 1949 : Graine de faubourg (City Across the River) de Maxwell Shane : Shirley's partner
- 1949 : Le passé se venge (The Crooked Way), de Robert Florey : Barnes, Undercover Man at Bar
- 1949 : Charlie Chan et le Dragon volant (The Sky Dragon) de Lesley Selander : Clerk
- 1949 : Boulevard des passions (Flamingo Road) de Michael Curtiz : Tom Hill
- 1949 : Take One False Step (en) de Chester Erskine : Player
- 1949 : Les Travailleurs du chapeau (It's a Great Feeling) de David Butler : Oculist
- 1949 : Abandoned (en) de Joseph M. Newman : Nolan, city editor
- 1949 : The Lady Takes a Sailor de Michael Curtiz : Mr. Crane
- 1950 : The Great Rupert d'Irving Pichel : Insp. Tainey, Tax Investigator
- 1950 : La Femme aux chimères (Young Man with a Horn) de Michael Curtiz : Hotel clerk
- 1950 : Perfect Strangers de Bretaigne Windust : Geologist
- 1950 : Mort à l'arrivée (D.O.A.) de Rudolph Maté : Eddie (bartender)
- 1950 : Quand la ville dort (The Asphalt Jungle) de John Huston : Night clerk
- 1950 : Le Père de la mariée (Father of the Bride) de Vincente Minnelli : Timid engagement party guest
- 1950 : The Next Voice You Hear... de William A. Wellman : Baldy Plant Worker in Locker Room
- 1950 : La loi des bagnards (en) (Convicted) de Henry Levin : Eddie
- 1950 : La Petite (Pretty Baby) de Louis Malle : Janitor
- 1950 : Pal, Fugitive Dog de Richard Irving : Doctor
- 1950 : Les Âmes nues (Dial 1119) de Gerald Mayer : Fred, Man on Street
- 1950 : Emergency Wedding (en) d'Edward Buzzell : Mr. Hoff
- 1950 : Experiment Alcatraz d'Edward L. Cahn : Max Henry
- 1950 : Mrs. O'Malley and Mr. Malone de Norman Taurog : Harry, the Bartender
- 1950 : Hunt the Man Down de George Archainbaud : Show Box Puppeteer
- 1951 : Three Husbands (en) d'Irving Reis : Elevator Operator
- 1951 : Lightning Strikes Twice de King Vidor : Gas Station Man
- 1951 : Ma fille n'est pas un ange (Dear Brat) de William A. Seiter : Creavy
- 1951 : Le Gouffre aux chimères (Ace in the Hole) de Billy Wilder : Mr. Federber
- 1951 : Le Choc des mondes (When Worlds Collide) de Rudolph Maté : Harold Ferris, Stanton's Assistant
- 1951 : Chéri, divorçons : Ferguson
- 1952 : Le Vol du secret de l'atome (The Atomic City) de Jerry Hopper : agent Weinberg
- 1952 : The Sellout (en) : Bennie Amboy
- 1953 : Half a Hero (en) : Mr. Watts
- 1953 : Épousez-moi (Marry Me Again) : Dr Day
- 1954 : Fenêtre sur cour (Rear Window) : Husband living above Thorwalds
- 1952 : The Adventures of Ozzie & Harriet (en) (série TV) : Doc Williams (1954-1965)
- 1955 : Trial : Canford
- 1955 : La Rivière de nos amours (The Indian Fighter) : Trader Joe
- 1956 : La Mauvaise Graine : Henry Daigle
- 1957 : Terre sans pardon : The doctor
- 1957 : Du sang dans le désert (The Tin Star) : Abe Pickett
- 1957 : The Girl Most Likely : Pop
- 1958 : The Missouri Traveler : Willie Poole
- 1959 : L'Homme qui comprend les femmes : John Milstead
- 1964 : Le Cirque du docteur Lao (7 Faces of Dr Lao) : Mayor James Sargent
- 1967 : La Gnome-mobile (The Gnome-Mobile) : Charlie Pettibone
- 1971 : La Cane aux œufs d'or : Assayer
- 1974 : Zandy's Bride de Jan Troell : Pa Allan
- 1974 : These Are the Days (série TV) : Homer (voix)
- 1975 : Hearts of the West, d'Howard Zieff : Pa Tater
- 1977 : The Winged Colt (TV)
- 1978 : Soup and Me (TV) : Mr. Sutter
- 1990 : Return to Green Acres (TV) : Sam Drucker